# Епопея на забравените
„Епопея на забравените“ е цикъл от 12 оди, подредени в съответствие с момента на създаване, написани от Иван Вазов в Пловдив в периода 1881 – 1883 г.

Цикълът включва:
- „Левски“ – посветено на Васил Левски
- „Бенковски“ – Георги Бенковски
- „Кочо (Защитата на Перущица)“ – Кочо Чистеменски
- „Братя Жекови“ – Михаил и Георги Жекови
- „Каблешков“ – Тодор Каблешков
- „Паисий“ – Паисий Хилендарски
- „Братя Миладинови“ – Димитър, Наум и Константин Миладинови
- „Раковски“ – Георги Раковски
- „Караджата“ – Стефан Караджа
- „1876“ – Априлското въстание
- „Волов“ – Панайот Волов
- „Опълченците на Шипка“

Външни влияния върху написването на „Епопея на забравените“:
- цикълът от оди за шведски патриоти на поета Рунеберг;
- „Легенда на вековете" на Виктор Юго;
- статия на Захари Стоянов, в която разказва как са загинали голяма част от дейците за Освобождението на България.